# Norman Lawson
Norman Lawson (mất năm 25 tháng 9 năm 2011) là một cầu thủ bóng đá người Anh và cricketer.

## Sự nghiệp

### Sự nghiệp bóng đá
Lawson thi đấu ở vị trí tiền vệ cánh, dành sự nghiệp ban đầu cho Hednesford Town, Bury và Swansea Town. Sau đó ông thi đấu cho Watford, Kettering Town và Hereford United, và trở thành cầu thủ-huấn luyện viên của cả Merthyr Tydfil và Ton Pentre.

### Sự nghiệp cricket
Lawson played club cricket cho Swansea Civil Service, Sketty Church, AWCO và Sketty Quins, khi ông là đội trưởng của đội Welsh over-50.

## Cuộc sống sau đó và cái chết
Lawson mất ngày 25 tháng 9 năm 2011, lúc 75 tuổi, tại bệnh viện Hill House ở Sketty.